# Tortue charbonnière à pattes rouges
Chelonoidis carbonaria
Espèce
Synonymes
- Chelonoidis carbonaria (Spix, 1824)
- Testudo carbonaria Spix, 1824
- Geochelone carbonaria (Spix, 1824)
- Testudo hercules truncata Gray, 1830
- Testudo boiei (Wagler, 1833)

Statut de conservation UICN

 NE  : Non évalué
Statut CITES
La Tortue charbonnière à pattes rouges (Chelonoidis carbonarius) est une espèce de tortues de la famille des Testudinidae.

## Dénominations
Elle est appelée au Brésil : jabuti, jabuti-piranga ou jabuti-do-cerrado et aux Petites Antilles : Molokoï.

## Caractéristiques
Cette tortue terrestre a une carapace noire, haute et longue, avec des écailles jaunes au centre et des dessins en relief, des écailles rouges ou jaunes sur la tête, rouges sur les pattes. Les mâles, plus grands que les femelles, font en moyenne 30 cm mais peuvent atteindre 90 cm et peser plus de 20 kg. Le plastron des mâles est concave pour faciliter la fécondation.
Elle vit 60 ans en moyenne.

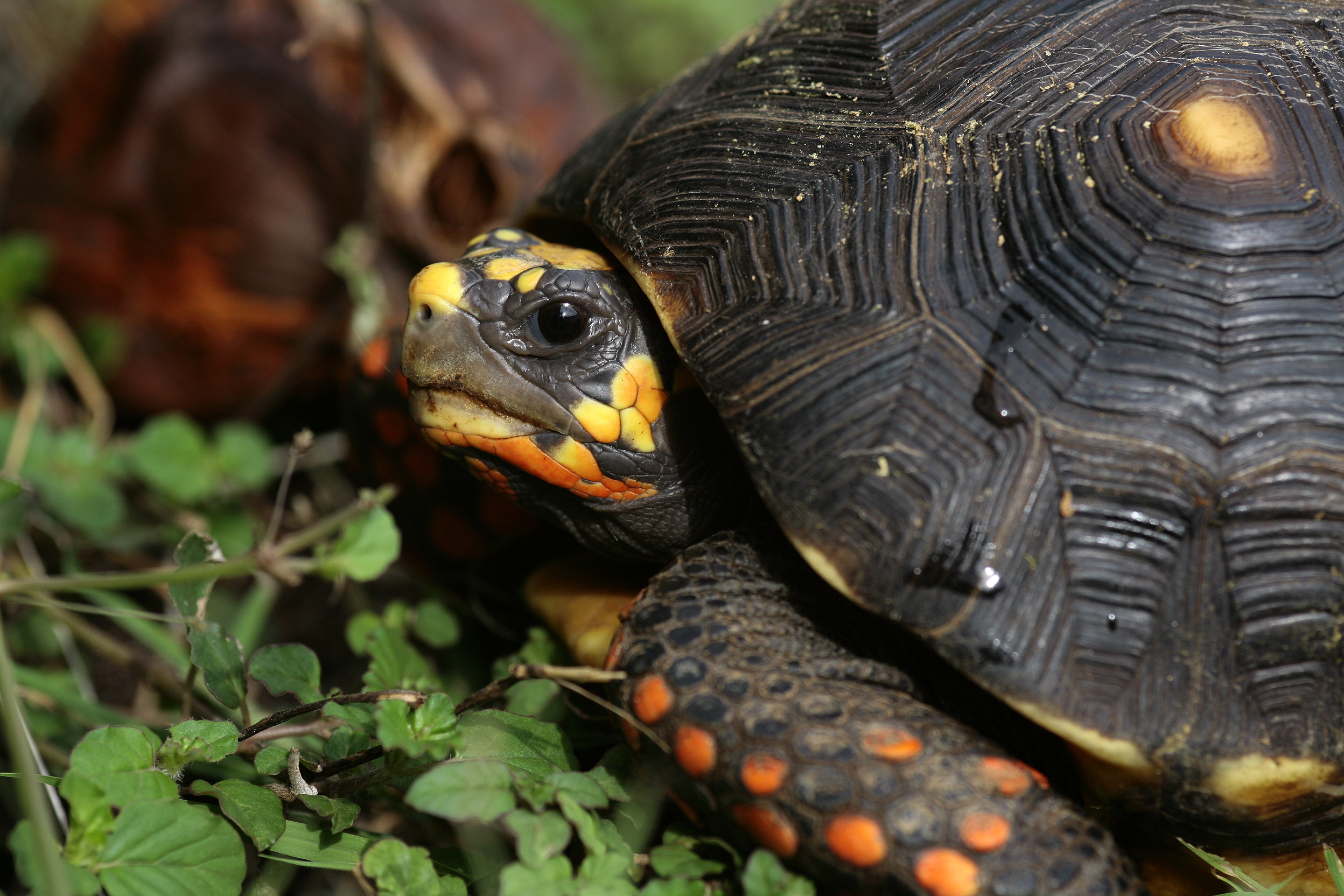
Tortue charbonnières à pattes rouges.
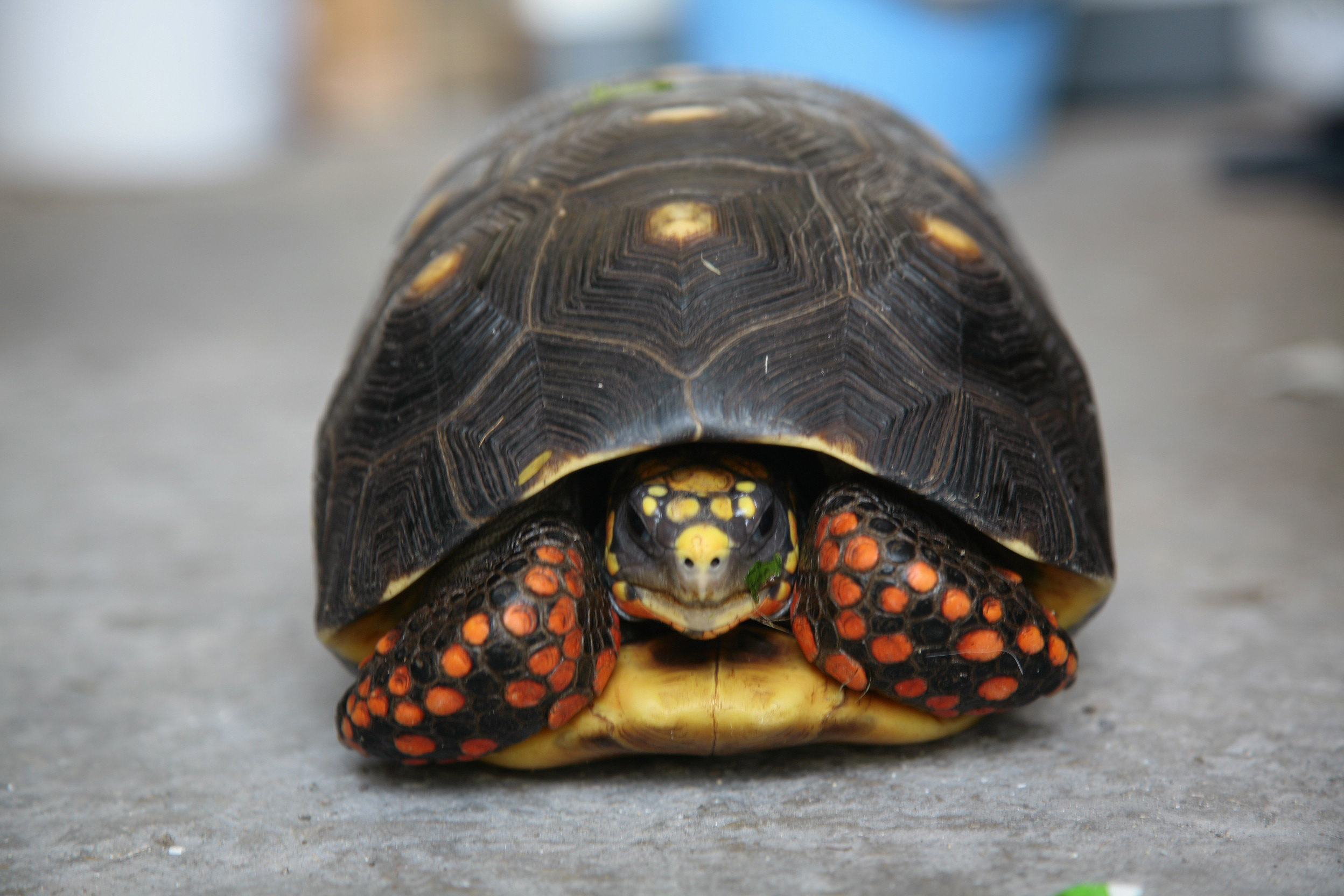
Tortue à pattes rouges.
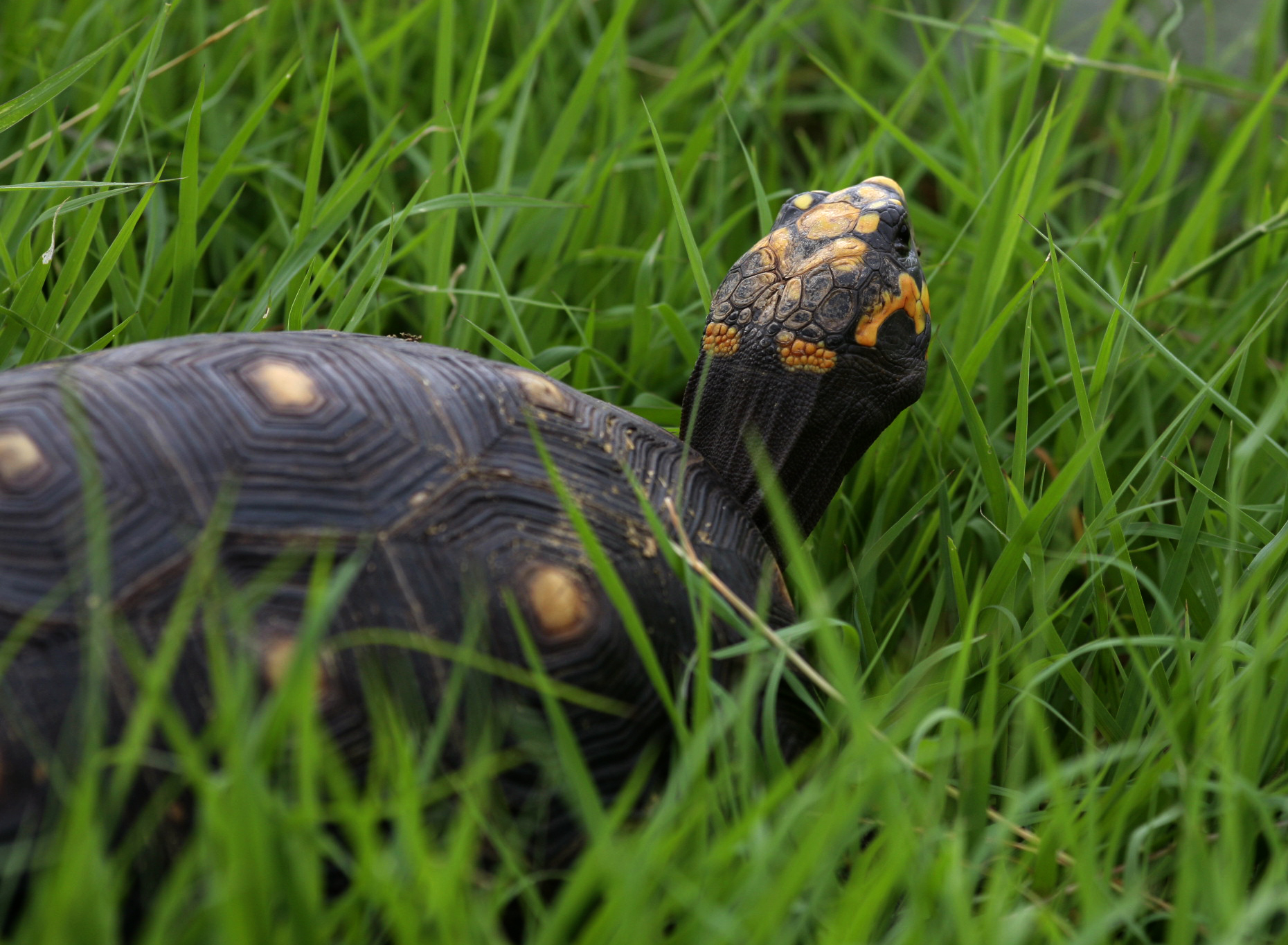
Détails de la tête.
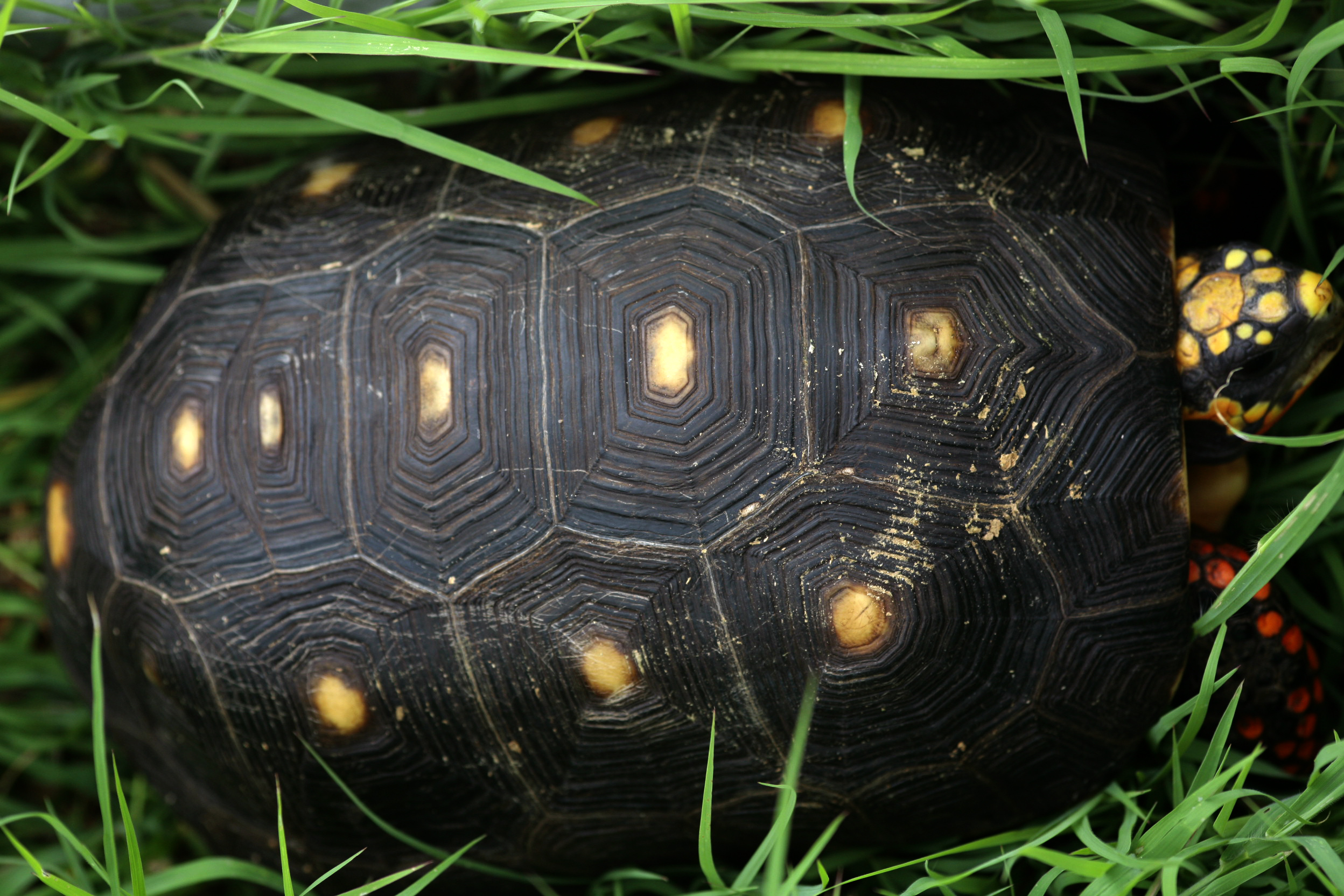
Détails de la carapace.
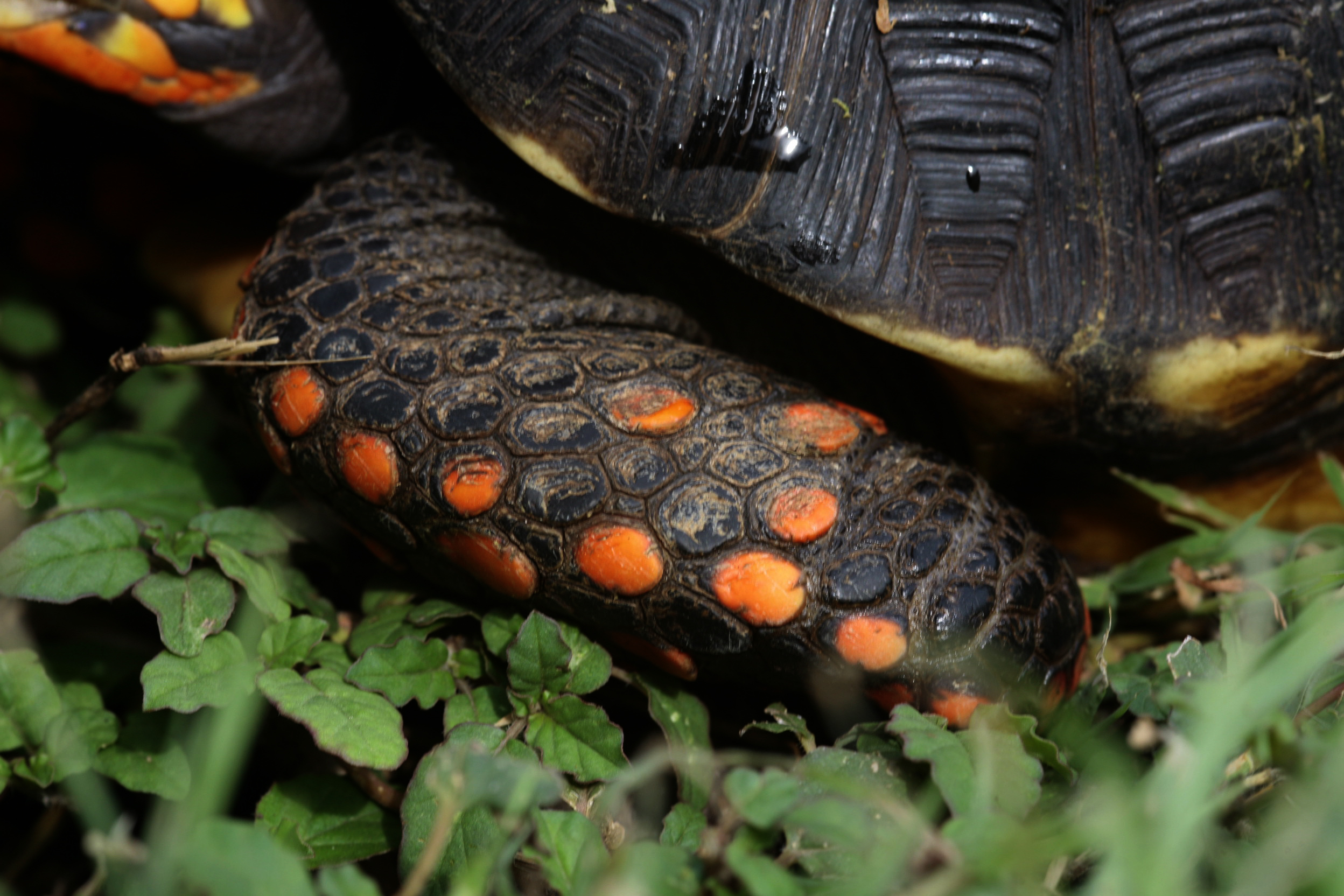
Tortue à pattes rouges.

## Écologie et comportement

### Alimentation

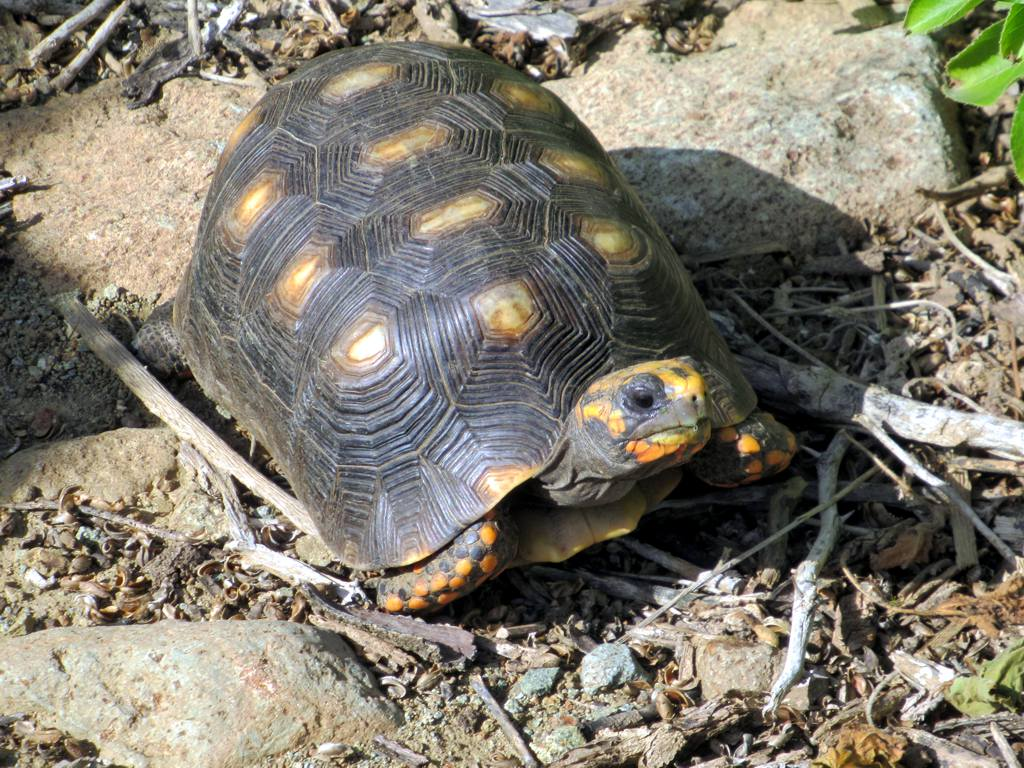
Une tortue charbonnière à pattes rouges évoluant à proximité de la petite anse de Colombier à Saint-Barthélemy.

La tortue charbonnière à pattes rouges est omnivore et dans son environnement naturel, elle s'alimente d'herbe, de feuilles et de fleurs. En captivité, on peut donc varier les salades avec différentes sortes de verdure (verte frisée,  kale, épinards, roquette, feuilles de pissenlit, etc.),  de germination, fines herbes et de fleurs comestibles (pensée, hibiscus, fleurs de citrouille, etc.).  Elle adore aussi les fruits (fraise, kiwi, pomme, poire, raisin, tomate, banane, mangue, melon, etc.). Du côté des protéines, à l'état sauvage, elle se nourrit d'escargots, de limaces, de déjections d'animaux et de charognes. En captivité, on peut donc compléter son régime alimentaire avec des insectes, du poisson ou de la viande cuite non assaisonnée ou des croquettes humides de moulé pour chien de bonne marque ou même des préparations pour tortues terrestres vendues en animalerie.

### Reproduction

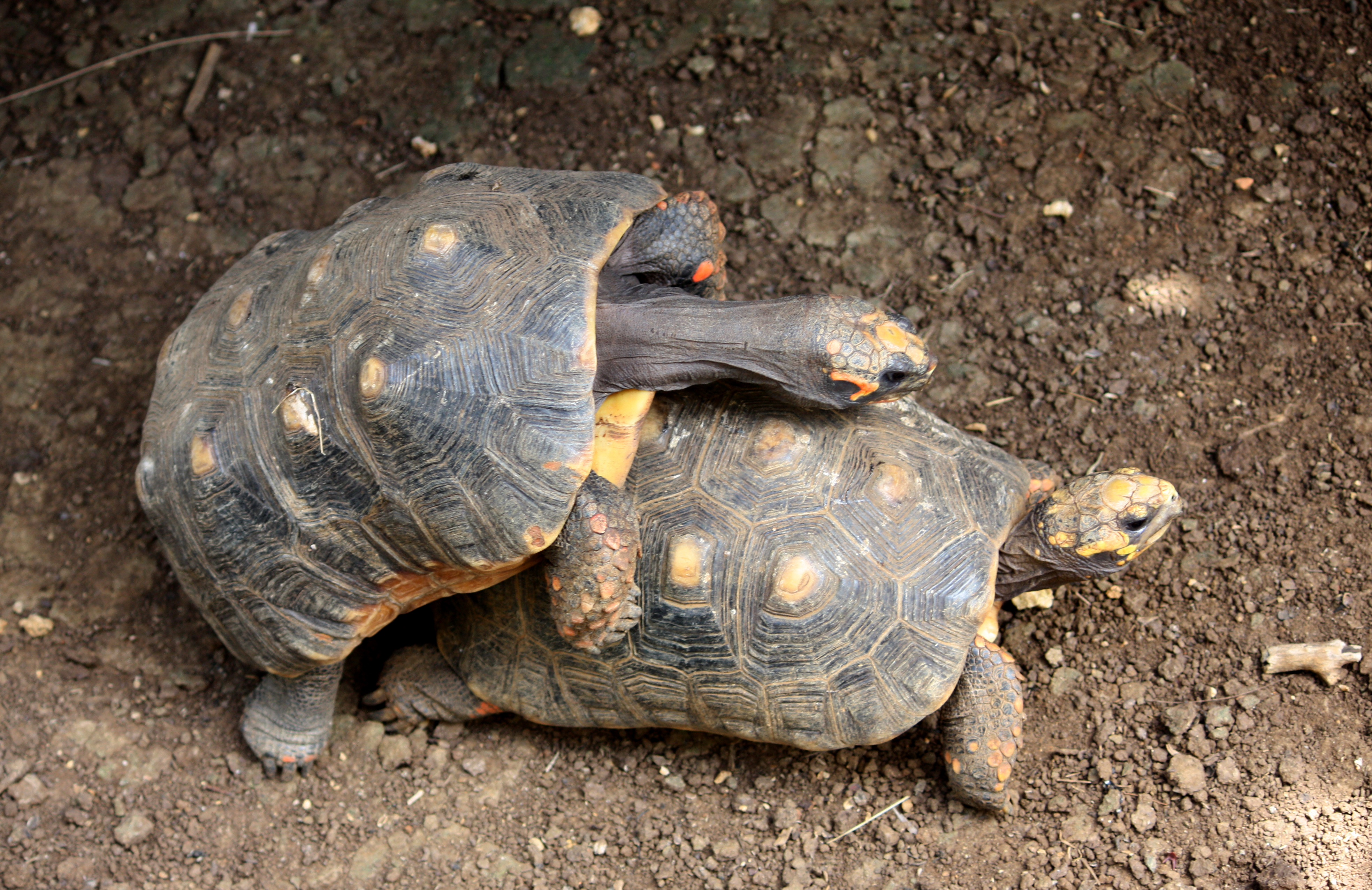
Accouplement.

Cette espèce se reproduit d'octobre à janvier. La femelle est féconde quand elle atteint la taille approximative de 25 à 30 cm, ce qui correspond à un âge d'environ 8 à 10 ans. Le mâle est généralement plus grand que la femelle. Mais des tortues en captivité dont le mâle est plus petit se reproduisent très bien. De 7 à 20 œufs enterrés dans un lieu chaud mais protégé des rayons direct du soleil. La femelle pond par groupe de 2, 3 ou 4 œufs sous 10 cm maximum de terre. Naissance des petits au bout de 4 à 5  mois.

## Habitat et répartition
Cette espèce se rencontre en Argentine, en Bolivie, au Brésil, en Colombie, en Guyane, au Guyana, au Paraguay, au Pérou, au Suriname, au Venezuela et au Panama.
Elle a été introduite aux Antilles, à Anguilla, à Antigua-et-Barbuda, à la Barbade, aux îles Vierges britanniques, dans l'archipel de San Andrés, Providencia et Santa Catalina, à la Dominique, à la Grenade, à la Guadeloupe, à la Martinique,à Saint-Martin, à Saint-Barthélemy, à Montserrat, aux Antilles néerlandaises, aux îles du Maïs, à Saint-Christophe-et-Niévès, à Sainte-Lucie, à Saint-Vincent-et-les-Grenadines, à Trinité-et-Tobago et aux îles Vierges des américaines.

## Publication originale
- Spix, 1824 : Animalia nova sive species novae testudinum et ranarum, quas in itinere per Brasiliam annis 1817-1820 (texte intégral)